# Liberty Township (comté de Cap Girardeau, Missouri)
Liberty Township est un township du comté de comté de Cap Girardeau dans le Missouri, aux États-Unis,. En 2000, sa population s'élève à 483 habitants. Le township est fondé en 1848.

## Source de la traduction
- (en) Cet article est partiellement ou en totalité issu de l’article de Wikipédia en anglais intitulé « Liberty Township, Cape Girardeau County, Missouri » (voir la liste des auteurs).